# Карл Александер Милер
Карл Александер Милер (Базел, 20. април 1927 — Цирих, 9. јануар 2023) био је швајцарски физичар који је 1987. године, заједно са Георгом Беднорцом, добио Нобелову награду за физику „за важан пробој у открићу суперпроводности у керамичким материјалима”.